# Aeropuerto de Klawock
El Aeropuerto de Klawock (IATA: KLW, OACI: PAKW, FAA LID: AKW) se ubica en Klawock.

## Instalaciones y aeronaves

### Instalaciones
El Aeropuerto de Klawock tiene una pista de asfalto de 5.000 ft. x 100 ft. (1.524 m x 30 m).

### Aeronaves
Tres aeronaves mono-motor están aparcados en Klawock.
En los doce meses previos al 31 de diciembre de 2006; tuvo 4.000 operaciones, una media de 11 al día:
82.5% ejecutivos y 17.5% aviación general.

## Aerolíneas y destinos
- Pacific Airways, Inc (Ketchikan)
- Promech Air (Ketchikan)
- Taquan Air (Ketchikan)

## Aerolíneas de carga
- Ameriflight (Vancouver, Seattle)

## Accidentes
El 6 de abril de 2005, un Britten-Norman BN-2A Islander bimotor, registro N29884, resultó dañado tras un fallo del tren de aterrizaje principal y una consiguiente pérdida de control en el aeropuerto de Klawock.